# اضمحلال البروتون

نمط الأيزوسبان الضعيف ، الشحنات الزائدة الضعيفة ، والشحنات اللونية للجسيمات في نموذج جورجي جلاشو. هنا ، يتحلل البروتون ، المكون من كواركين علوي وسفلي ، إلى بيون ، يتكون من أعلى ومضاد لأعلى ، وبوزيترون ، عبر X بوزون _{بشحنة} كهربائية − ^{4/3}.

في فيزياء الجسيمات ، يعتبر اضمحلال البروتون أو تحلل البروتون proton decay شكلًا افتراضيًا لانحلال الجسيمات حيث يتحلل البروتون إلى جسيمات دون ذرية أخف ، مثل البيون المحايد والبوزيترون . صاغ أندريه ساخاروف فرضية تحلل البروتون لأول مرة في عام 1967. على الرغم من الجهود التجريبية الكبيرة ، لم يمكن ملاحظة تحلل البروتون أبدًا. إذا تحلل عن طريق اطلاق البوزيترون ، فإن نصف عمر البروتون يكون على الأقل 1.67×1034 سنة. (ذلك زمن يفوق عمر الكون الذي يبلغ 13.8 مليار سنة بمراحل) .
وفقًا للنموذج القياسي ، فإن البروتون ، وهو نوع من الباريون ، يكون مستقرًا لأن رقم الباريون ( رقم الكوارك ) محفوظ (في ظل الظروف العادية ؛ انظر الشذوذ الكيرالي في حالة الاستثناء). لذلك ، لن تتحلل البروتونات إلى جسيمات أخرى بمفردها ، لأنها الباريون الأخف وزناً (وبالتالي الأقل نشاطًا). إن انبعاث بوزيترون والتقاط إلكترون - هي أشكال لتحلل إشعاعي تشير أن يصبح البروتون نيوترونًا - تلك الطريقتين لا تعدان تحللًا للبروتون ، لأن البروتون يتفاعل مع جسيمات أخرى داخل الذرة.
بعض النظريات الموحدة الكبرى التي تتجاوز النموذج القياسي (GUTs) تكسر بوضوح تناظر رقم الباريون ، مما يسمح للبروتونات بالتحلل عبر جسيم هيغز ، أو أحادي القطب المغناطيسي ، أو بوزونات X الجديدة بعمر نصف يبلغ 10 31 إلى 10 36 عامًا. للمقارنة ، يبلغ عمر الكون حوالي 1.38 × 10 10 سنوات . حتى الآن ، فشلت جميع محاولات مراقبة الظواهر الجديدة التي تنبأت بها GUTs (مثل اضمحلال البروتون أو وجود أحادي القطب المغناطيسي ).
قد يكون النفق الكمي إحدى آليات اضمحلال البروتون.
قد توفر الجاذبية الكمية  (عبر الثقوب السوداء الافتراضية وإشعاع هوكينغ ) أيضًا طريقة لانحلال البروتون عند أقدار أو عمر يتجاوز نطاق اضمحلال مقياس GUT أعلاه ، بالإضافة إلى أبعاد إضافية في التناظر الفائق .
هناك طرق نظرية لانتهاك الباريون بخلاف تحلل البروتون بما في ذلك تفاعلات مع تغيرات رقم الباريون و/أو رقم الليبتون بخلاف 1 (كما هو مطلوب في تحلل البروتون). تضمنت هذه الانتهاكات B و / أو L بــ 2 ، أو 3 أو أرقام أخرى ،  أو العكس (عامل رئيسي في تكوين الليبتونات وتكوين الباريونات التي لا تتبع النموذج القياسي GUT).

## تكوّن الباريون
قالب:معضلات لم تحل بعد في الفيزياء
إحدى المشاكل البارزة في الفيزياء الحديثة هي هيمنة المادة على المادة المضادة في الكون (لم تكتشف حتى الآن تجمعات مادة مضادة في أي منطقة في الكون). يبدو أن الكون ككل يمتلك كثافة رقم باريون موجبة غير صفرية – أي أن هناك "مادة " أكثر من "المادة المضادة". نظرًا لأنه يُفترض في علم الكونيات أن الجسيمات التي نجدها قد تم تكوّنها بنفس الفيزياء التي نقيسها اليوم ، فمن المتوقع عادةً أن يكون إجمالي عدد الباريونات صفرًا ، حيث يجب تكوين المادة والمادة المضادة بكميات متساوية. وقد أدى ذلك إلى اقتراح عدد من الآليات لكسر التناظر التي تفضل تكوين مادة طبيعية (ولا تفضل تكون المادة المضادة) في ظل ظروف معينة. كان من الممكن أن يكون هذا الاختلال صغيراً بشكل استثنائي ، في حدود 1 من كل 10000000000 جسيم في جزء صغير من الثانية بعد الانفجار العظيم ، ولكن بعد إفناء معظم المادة والمادة المضادة ، فما تبقى هي كل المادة الباريونية في الكون الحالي ، إلى جانب عدد أكبر بكثير من البوزونات .
تكسر معظم النظريات الموحدة الكبرى بوضوح تناظر رقم الباريون ، والذي من شأنه أن يفسر هذا التناقض ، وعادةً ما تستدعي تفاعلات بوساطة بوزونات X ضخمة جدًا أو بوزونات هيغز الضخمة (
H0
). معدل حدوث هذه الأحداث تحكمه إلى حد كبير كتلة الوسيط 
X
 أو 
H0

، لذلك بافتراض أن هذه التفاعلات هي المسؤولة عن غالبية عدد الباريونات المرئية في الحاضر ، يمكن حساب الكتلة القصوى التي فوقها يكون المعدل بطيئًا جدًا لتفسير وجود المادة اليوم. تتنبأ هذه التقديرات بأن حجمًا كبيرًا من المواد سيُظهر أحيانًا تحللًا عفويًا للبروتون.

## أدلة تجريبية
يعد تحلل البروتون أحد التنبؤات الرئيسية للعديد من النظريات الموحدة الكبرى (GUTs) المقترحة في السبعينيات ، وهناك تنبؤ رئيسي آخر هو وجود أقطاب مغناطيسية أحادية القطب . كان كلا المفهومين محور جهود الفيزياء التجريبية الرئيسية منذ أوائل الثمانينيات. حتى الآن ، فشلت جميع المحاولات لمشاهدة هذه الأحداث ؛ ومع ذلك ، فقد تمكنت هذه التجارب من تعيين حدود أقل لنصف عمر البروتون. في الوقت الحالي تأتي النتائج الأكثر دقة من كاشف إشعاع شيرنكوف في الماء في تجربة سوبر كاميوكاندي Super-Kamiokande في اليابان : وضع تحليل عام 2015 حدًا أدنى لنصف عمر البروتون البالغ 1.67×1034 سنة عن طريق اضمحلال البوزيترون ،  وبالمثل ، عام 2012 أعطى التحليل حدًا أدنى لنصف عمر البروتون البالغ 1.08×1034 سنة عن طريق اضمحلال الميون المضاد ،  بالقرب من تنبؤ تناظر فائق (SUSY) يبلغ 1034 –10 36 سنين. ربما تأتي نسخة مطورة للتجربة الفائقة Hyper-Kamiokande ، يكون لديها حساسية 5-10 مرات أفضل من تجربة سوبركاميوكاندي.

## الدافع النظري
على الرغم من عدم وجود أدلة رصدية لانحلال البروتون ، فإن بعض نظريات التوحيد الكبرى ، مثل SU (5) نموذج جورجي جلاشو و SO (10) ، جنبًا إلى جنب مع المتغيرات الفائقة التناسق تتطلب ذلك. وفقًا لهذه النظريات ، يبلغ نصف عمر البروتون ما بين 10‎31‎ ~ 10‎36‎  سنوات ويتحلل إلى بوزيترون وبيون محايد يتحلل على الفور إلى فوتونين من أشعة جاما :
| p+ | ← | e+ | + | π0 |     |
|    |   |    |   | └→ | 2 γ |

نظرًا لأن البوزيترون هو مضاد ليبتون ، فإن هذا الانحلال يحافظ على رقم B − L ، والذي يتم حفظه في معظم نظريات التوحيد الكبرى GUTs .
تتوفر انواع إضافية للتحلل (على سبيل المثال: 
p+
 ←  
μ+
  + 
π0
      ) ،  سواء بشكل مباشر أو عند التحفيز عن طريق التفاعل مع أحادي القطب المغناطيسي المتنبأ به في نظرية التوحيدالكبرى . على الرغم من أن هذه العملية لم تتم مشاهدتها من الناحية التجريبية ، إلا أنها تقع في نطاق قابلية الاختبار التجريبية للكاشفات الكبيرة الحجم  المخطط لها في المستقبل بمقياس المليون طن. تتضمن هذه الكواشف Hyper-Kamiokande .
نظريات التوحيد الكبرى المبكرة (GUTs) مثل نموذج Georgi-Glashow ، والتي كانت أول النظريات المتسقة التي تشير إلى تحلل البروتون ، افترضت أن نصف عمر البروتون سيكون 10‎31‎  سنة على الأقل . مع إجراء المزيد من التجارب والحسابات في التسعينيات ، أصبح من الواضح أن نصف عمر البروتون لا يمكن أن يكون أقل من 10‎32‎  سنة. تشير العديد من الكتب من تلك الفترة إلى هذا الرقم لوقت الاضمحلال المحتمل للمادة الباريونية. دفعت الاكتشافات الحديثة الحد الأدنى من عمر النصف للبروتون إلى 10‎34‎  ~ 10‎35‎  سنة على الأقل  ، مع استبعاد أبسط نظريات التوحيد الكبرى  GUTs (بما في ذلك الحد الأدنى من SU (5) / Georgi-Glashow) ومعظم النماذج الغير SUSY. يُحسب الحد الأقصى لعمر البروتون (إذا كان غير مستقر) عند 6 × 10‎39‎ years, وهو حد ينطبق على نماذج SUSY ،  مع حد أقصى (أدنى) لـ GUTs الغير SUSY عند 1.4 × 10‎36‎ years.  سنة  (part 5.6)
على الرغم من أن هذه الظاهرة يشار إليها باسم "اضمحلال البروتون" ، إلا أن التأثير يمكن رؤيته أيضًا في النيوترونات المرتبطة داخل نوى الذرة. من المعروف بالفعل أن النيوترونات الحرة - تلك التي ليست داخل نواة ذرية - تتحلل إلى بروتونات (وإلكترون ومضاد نيوترينو) في عملية تسمى تحلل بيتا . النيوترونات الحرة لها عمر نصف 10 دقيقة ( 610.2±0.8 )  بسبب ضعف التفاعل . النيوترونات المقيدة داخل نواة لها عمر نصفي أطول بكثير - يبدو أنه كبير مثل عمر البروتون.

## الأعمار المتوقعة للبروتون
| فئة النظرية                            | عمر البروتون (سنوات) | استبعد تجريبيا؟ |
| -------------------------------------- | -------------------- | --------------- |
| Minimal SU (5) ( Georgi-Glashow )      | 10 31 إلى 1030       |                 |
| الحد الأدنى من SUSY SU (5)             | 10 28 إلى 10 32      |                 |
| شوجرا سو (5)                           | 10 32 إلى 1034       |                 |
| سوزي سو (10)                           | 10 32 إلى 1035       |                 |
| سوزي سو (5) ( MSSM )                   | ~ 10 34              |                 |
| SUSY SU (5) - (في 5 أبعاد)             | 10 34 إلى 10 35      |                 |
| سوزي سو(10) MSSM G (224)               | 2 · 1034             |                 |
| الحد الأدنى (أساسي) SO (10) - غير بسيط | ~ 10 35 (أقصى مدى)   |                 |
| مقلوب SU (5) (MSSM)                    | 10 36 10 إلى 35      |                 |

يمكن تقدير عمر البروتون في الفانيليا SU (5) بسيط {\displaystyle \tau _{p}\sim {\frac {M_{X}^{4}}{m_{p}^{5}}}} . GUTs فائقة التماثل مع مقاييس إعادة التوحيد حول µ ~ 2×1016ينتج 2×1016 عمرًا يبلغ حوالي 10 34 عام ، تقريبًا الحد الأدنى التجريبي الحالي.

## عوامل الاضمحلال

### عوامل تحلل البروتون في 6 ابعاد
في 6 ابعاد لتحلل البروتون تستخدم العوامل   {\displaystyle {\frac {qqql}{\Lambda ^{2}}}} و {\displaystyle {\frac {d^{c}u^{c}u^{c}e^{c}}{\Lambda ^{2}}}} و {\displaystyle {\frac {{\overline {e^{c}}}{\overline {u^{c}}}qq}{\Lambda ^{2}}}} و {\displaystyle {\frac {{\overline {d^{c}}}{\overline {u^{c}}}ql}{\Lambda ^{2}}}}  حيث  {\displaystyle \Lambda } هو مقياس القطع للنموذج القياسي . كل تلك العوامل  ينتهك كلاً من رقم الباريون ( B ) ورقم ليبتون ( L ) ولكن لا تنتهك  المجموعة" B-L".

في نموذج التوحيد الكبير  "Grand Unified Theory "GUT ، فإن تبادل X أو Y بوزون ذوي كتلة Λ يمكن أن يؤدي  إلى قمع  العاملين الأخيرين  بواسطة {\displaystyle {\frac {1}{\Lambda _{GUT}^{2}}}} . وتبادل ثلاثي هيغز بالكتلة {\displaystyle M} يمكن أن يؤدي إلى قمع جميع العوامل بواسطة {\displaystyle {\frac {1}{M^{2}}}} . انظر مشكلة الانقسام الثنائي إلى الثلاثي .

Proton decay. These graphics refer to the X bosons and بوزون هيغزs.
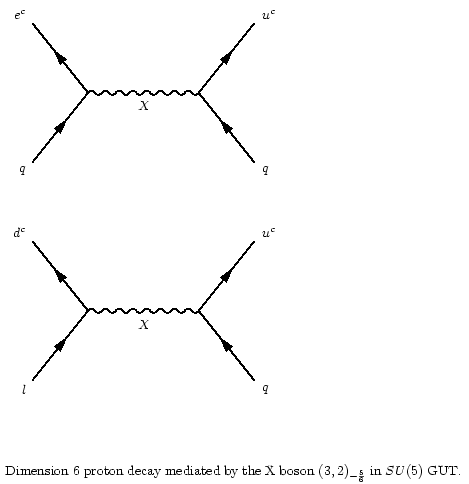
البعد 6 اضمحلال البروتون بوساطة X boson (3،2) −5⁄6
البعد 6 اضمحلال البروتون بوساطة X boson (3،2)
1⁄6
البعد 6 اضمحلال البروتون بوساطة ثلاثي هيغز تي (3،1)
−1⁄3

### عوامل اضمحلال البروتون في 5 أبعاد
في الامتدادات فائقة التناظر (مثل MSSM ) ، يمكننا أيضًا أن يكون لدينا مشغلات ذات أبعاد 5 تتضمن فرميونين واثنين من الفرميونات الناتجة عن تبادل ثلاثي الكتلة M. ثم تتبادل النبتات gaugino أو Higgsino أو gravitino تاركة فرميونين. يحتوي مخطط Feynman الكلي على حلقة (ومضاعفات أخرى بسبب فيزياء التفاعل القوي). يتم قمع معدل الاضمحلال بواسطة {\displaystyle {\frac {1}{MM_{\text{SUSY}}}}} حيث M SUSY هو مقياس كتلة الشركاء الفائقين .

### عوامل اضمحلال البروتون البعد 4

في حالة عدم وجود تكافؤ المادة ، يمكن أن تؤدي الامتدادات فائقة التناظر للنموذج القياسي إلى ظهور العامل الأخير الذي تم قمعه بواسطة المربع العكسي لكتلة كوارك sdown . هذا يرجع إلى عوامل البعد 4  للمعامل: (
q
 
l
 
d͂
 c ؛ والمعامل 
u
 c 
d

```
c
 
d͂
  
c
 .
```

يتم قمع معدل اضمحلال البروتون فقط بواسطة {\displaystyle {\frac {1}{M_{\text{SUSY}}^{2}}}} وهو سريع جدًا ما لم تكن أدوات التوصيل صغيرة جدًا.

## روابط خارجية
- اضمحلال البروتون في سوبر كاميوكاندي
- التاريخ المصور لتجربة IMB